# ليام وليامز
ليام وليامز (بالإنجليزية: Liam Williams)‏ (26 مايو 1992 في المملكة المتحدة - ) هو ملاكم بريطاني، صنّف ضمن فئة الوزن المتوسط الخفيف ‏ والوزن المتوسط.

## إحصائيات
خاض خلال مسيرته 22 نزالا، فاز في 19 وتعادل في 1 وخسر في 2. فاز بالضربة القاضية في 14 نزالا.

## روابط خارجية
- ليام وليامز على موقع بوكس ريك (الإنجليزية) (registration required)